# Verde olivastro
A destra sono mostrate due tonalità di verde olivastro.
Il verde olivastro era il colore delle uniformi dei soldati durante la seconda guerra mondiale. Attualmente sono molte poche le nazioni che continuano ad usare questa gradazione per le divise dei propri soldati, fra cui si possono ricordare Israele, l'India e l'Austria. Tuttavia è ancora utilizzato per alcune armi ed accessori del corredo militare. In termini militari ci si riferisce a tale colore con il "Olive Green 107", o semplicemente OG 107.
- Verde mimetico
- Grigio asparago
- Verde cacciatore